# 白衣性恋愛症候群
『白衣性恋愛症候群』（はくいせいれんあいしょうこうぐん）は、工画堂スタジオより2011年9月29日に発売されたPlayStation Portable用ガールズアドベンチャーゲーム。略称は「白恋」（しろこい）。
当初はWindows用ソフトとされていたが、2011年3月24日にサイバーフロントより、PSP用ソフトとして発売される予定だと発表された。2012年6月28日には、新要素を追加した『白衣性恋愛症候群 RE:Therapy』が発売された。

## 解説
都会から少し離れた神庫市百合ヶ浜にある小さな私立病院が舞台に、主人公である新米看護師の沢井かおりが先輩看護師や病院で出会った多くの患者とのふれあいを通して成長していく姿を描いたアドベンチャーゲーム。
シナリオを担当した円と佐倉の2人は現役の看護師であり、シナリオの中には彼女たちの実体験を元にした物もある。
工画堂スタジオのみやざー（宮澤剛）はInnocent Greyのスギナミキらとの対談の中で、「普段ユーザーがあまり触れない看護師の裏側を、医療知識のないプレイヤーの視線に近い主人公の目線で見てもらい、現役の看護師である円と佐倉にシナリオを書いてもらえれば新鮮で面白いものになると思った」と、彼女達をシナリオライターとして採用した理由を述べている。
キャッチフレーズは「ココロの処方箋、いりませんか?」。
みやざーはゲームコレクターの酒缶との対談の中で『君が望む永遠』に影響を受けたことを認めており、ユーザーが病院での厳しい状況と日常の場面を入れてメリハリをつけたと話している。

## 登場人物
沢井かおり
声 - 阿澄佳奈
誕生日：8月12日。身長：160cm 体重：49kg。スリーサイズ：B83/W63/H87。血液型はA型。
本作の主人公で新米看護師。21歳。交通事故で瀕死の重傷を負った所を百合ヶ浜病院での治療で一命を取り留めたという過去を持ち、そのことがきっかけで自分も人の役に立ちたいと言う想いから看護の道を選ぶ。事故の加害者の影響からか男性恐怖症気味。事故の後、撫でることで相手の患部の痛みを緩和する「癒しの手」という力を得たと周りに言われるが、本人はプラシーボ効果だろうと本気にはしていない。ドジっ娘体質の妹がおり、『RE：Therapy』では彼女の肉声を着信音にしているシーンがある。
作品による年齢は、19歳(百合ヶ浜へのあしあと)→20歳(シマリスさん)→21歳(本編)→23歳(RE:Therapyアフター)→26歳(ホワイト・マテリアル『ダブルバインド』)。
???
度々かおりの夢に現れ、彼女に語り続けた謎の少女。各ヒロインの固有ルートでは、相手の心の闇や過去さえも的確にかおりに伝わる。彼女の正体は真はつみルートのみ完全に判明できる。『RE：Therapy』のまゆきルート終盤では、かおりが彼女の名前のみを思い出す。

大塚はつみ
声 - 喜多村英梨
誕生日：8月16日。身長：171cm 体重：52kg。スリーサイズ：B91/W61/H86。血液型はA型。
内科の主任看護師。29歳。仕事は優秀である反面、家事を苦手としている。新米のかおりに愛情を持つ一方、ことさら厳しく指導するため、当人に恐れられている。看護師の中では最年長で本人もそのことを気にしている。
彼女のトゥルーエンドルート（通称真はつみルート）は、他のヒロインのトゥルーエンドをクリアしないと辿りつけない。『RE：Therapy』ではゲームを始める前に、ある選択によってすぐに真はつみルートを解禁できる。
作品による年齢は、25歳(小説短編集)→29歳(本編)→31歳(RE:Therapyアフター)→34歳(ホワイト・マテリアル『ダブルバインド』)。
藤沢なぎさ
声 - 日笠陽子
誕生日：7月16日。身長：163cm 体重：53kg。スリーサイズ：B81/W64/H89。血液型はO型。
かおりのプリセプター(指導看護師)を務める一期先輩の看護師。22歳。高校時代に生徒会でかおりとコンビを組んだ経験があり、かおりが百合ヶ浜病院に就職したことで再びコンビを組むこととなる。「もー!」が口癖。酒好きで度々かおりの部屋で飲み会を開くが、酒に強いわけではなくしばしば悪酔いする。
かおりに対しては秘めた想いを持っており再会を喜ぶ一方、元々は外科に憧れを抱いていたためか内科勤務であることに悶々としている。
作品による年齢は、22歳(本編)→24歳(RE:Therapyアフター)→27歳(ホワイト・マテリアル『ダブルバインド』)。
堺さゆり
声 - 今井麻美
誕生日：5月16日。身長：165cm 体重：51kg。スリーサイズ：B77/W58/H79。血液型はO型。
再生不良性貧血という病気で入院してきた患者。20歳。かおりの初めての担当患者なのだが、何故かかおりとなぎさに対して異常なまでの憎悪をぶつけてくる。元々かおりと同じ看護学校に所属しているのだが、入院をきっかけに休学中である。本職の看護師であるかおりさえも凌駕する程の知識と技術を持ち、看護の不出来を厳しく指摘するなどかおりに対しては敵心的だが、かおり自身には全く身に覚えがない。
作品による年齢は、19歳(シマリスさん)→20歳(本編)→22歳(RE:Therapyアフター)→25歳(ホワイト・マテリアル『ダブルバインド』)。
山之内やすこ
声 - 原由実
誕生日：1月21日。身長：167cm 体重：53kg。スリーサイズ：B87/W62/H87。血液型はB型。
かおりの病院の先輩ナース。26歳。関西出身の親しみやすい性格でかおり達のいい姉貴分。普段は化粧で隠しているが、頬にはそばかすがある。かなりの漫画好きで、自身も副業として同人誌を描いており、手先が器用だからという理由で度々かおりに手伝わせている。また、寮内ではジャージ姿で過ごしている。
『RE：Therapy』は攻略対象に昇格。固有ルートのやすこは、なぎさの代わりにかおりのプリセプターになったが、「明るい姉貴分」という仮面に隠し続けた心の闇が現れ、かおりに対する態度も厳しくなっていく。
作品による年齢は、22歳(小説短編集)→26歳(本編)→28歳(RE:Therapyアフター)→31歳(ホワイト・マテリアル『ダブルバインド』)。
浅田あみ
声 - 水野愛日
誕生日：7月27日。身長：157cm 体重：48kg。スリーサイズ：B77/W61/H83。血液型はA型。
幼い容姿の少女。16歳。ネフローゼ症候群の治療でかおりの病院に入院している。元気な人懐こい性格で、誰に対してもあだ名での付き合いを望んでいる。同社の作品『ソルフェージュ』の舞台である桜立舎学苑の神倉分校の生徒で、作中に登場するフォルテールという鍵盤楽器の演奏も得意している。
『RE：Therapy』は攻略対象に昇格。
若本まゆき
声 - 佐倉綾音
誕生日：1月29日。身長：140cm 体重：36kg。スリーサイズ：B64/W54/H72。血液型はA型。
『RE：Therapy』より登場。年齢は11歳。儚げな雰囲気の中学生少女のようだが、どこか少女と思えない知識と達観的な態度も持つ。感情の起伏に乏しく無表情、堅い口調で喋る。狭心症で長期間入院しているらしく、病室の主と呼ばれる程。ある日かおりを彼女の病室に招き入れ、そしてかおりの「癒しの手」に彼女の頭痛が収まれ、以降彼女がかおりに懐いてる。はつみと同様、まゆきルートが核心な秘密の一部に辿りつけることができ、前述の経歴でも、とある秘密が隠されている。
前作では名前のみ登場していた。
寿らら
かおりの蕾ヶ崎学院時代の同級生。23歳。髪型はクリーム色のベリーショート。フランクな人柄でかおりとは初日から打ち解けていた。代々看護師の家系で看護師の姉がいる。ららという名前にコンプレックスを抱えており、周囲には「きらら」と呼ぶように促していたが、唯一かおりには名前で呼ばれている。卒業間近にお互いのことを考えた結果、連絡先を消去し、一人前の看護師になった時に再会することを約束した。
『RE:therapy』ではなぎさルートafterにて登場し、水沢救急救命センターの外科看護師となっていた。なぎさとも意気投合し、かおりの連絡先を知らされていた。
公式SS集『百合ヶ浜へのあしあと』で初登場。『RE:therapy』では台詞はないが、後ろ姿のみ登場する。
小林
『RE：Therapy』より登場。百合ヶ浜総合病院に新しく外科主任として赴任してきた女性。髪型は黒髪のショート。なぎさの上司で、はつみは高校時代の先輩に当たる。常に笑顔を絶やさない温厚な性格で気弱そうに見えがちだが、不思議と人を惹きつける雰囲気を持ち、指揮能力に秀でている。
『RE：Therapy』では名前のみ登場し、『ホワイト・マテリアル』のSS集にて初めて姿が登場した。
こはく
声 - 山本彩乃
306号室の患者、糖尿病で入院中の中学生。引っ込み思案な性格だが、クラリスを気にかけている。
ホワイト・マテリアル『ダブルバインド』ではクラリスと家族公認で交際している。
クラリス
声 - 加隈亜衣
『RE：Therapy』より登場。306号室の入院中の中学生。パセドウ病で入院中。外国人とのハーフで容姿にコンプレックスを抱えている。
ホワイト・マテリアル『ダブルバインド』では精神的な成長を見せ、日本語も多少上手くなっている。こはくとは家族公認の恋仲である。
宮藤かぐら (みやふじ かぐら)
声 - なし
『ソルフェージュ』の主人公で、本作では名前のみの登場。桜立舎学苑の卒業生であり、現在は偉大なフォルテール奏者として世界的な有名人となっている。

## スタッフ
- キャラクターデザイン - 成瀬ちさと
- 音楽 - 馬場信繁
- シナリオ - 円まどか／佐倉さくら

## 主題歌

### 主題歌（無印）
オープニングテーマ「想いの羽根〜Angelic White〜」
作詞 - HIROMI / 作曲 - 濱田智之 / 編曲 - 南利一 / 歌 - 今井麻美
エンディングテーマ「花の破片」
作詞 - ＊MEGUMI＊ / 作曲 - YUKI NAKANO / 歌 - 水野愛日

### 主題歌（RE:Therapy）
オープニングテーマ「you never know」
作詞 - 小笠原ちあき / 作曲 - 鈴木マサキ / 編曲 - YUKI NAKANO / 歌 - 大塚はつみ（喜多村英梨）
エンディングテーマ「COCOON」
作詞 - Ai * MeiGui / 作曲 - 古宇田亘 / 編曲 - 蔵屋智久 / 歌 - 浅田あみ（水野愛日）

## 関連書籍

### ファンブック
- 白衣性恋愛症候群 ホワイト・マテリアル（2012年9月29日発売、ホビージャパン、ISBN 978-4798604534）

### 小説
- 白衣性恋愛症候群 小説短篇集 Summary（2012年6月25日発売、まるち文庫（パラダイム）、ISBN 978-4894905603）

## ラジオ
『白恋♥ラジオナースステーション』が、2011年8月3日から10月5日までHiBiKi Radio Stationで配信された。毎週水曜日更新、全10回。本放送前の7月13日と7月27日にはプレ放送が配信された。パーソナリティは下記参照。
- チーム日勤
  - 阿澄佳奈（沢井かおり 役）
  - 原由実（山之内やすこ 役）
- チーム夜勤
  - 喜多村英梨（大塚はつみ 役）
  - 水野愛日（浅田あみ 役）

- ラジオCD「白恋♥ラジオナースステーション」（2012年1月27日）
  - 2枚組（録り下ろし特別回オーディオCD1枚、過去の全放送データCD1枚）
  - コメントゲスト：今井麻美（堺さゆり 役）

## アプリ
モバイルにきせかえテーマが配信されている。フィーチャーフォン用は2011年8月24日、スマートフォン用は2012年6月15日に配信開始。
Lineで使えるスタンプも2015年3月19日より配信されている。